# Шабашов, Олег Михайлович
Оле́г Миха́йлович Шабашо́в (род. 20 марта 1967 года, Верхняя Пышма, Свердловская область, СССР) — российский пауэрлифтер и дзюдоист-паралимпиец, выступавший в весовой категории до 66 килограмм, бронзовый призёр Паралимпийских игр. Заслуженный мастер спорта России среди спортсменов с нарушением зрения.

## Награды
- Медаль ордена «За заслуги перед Отечеством» II степени (6 апреля 2002 года) — за большой вклад в развитие физической культуры и спорта, высокие спортивные достижения на XI Параолимпийских играх 2000 года в Сиднее (Австралия).[1]
- Заслуженный мастер спорта России (2003).